# مگس‌گیر زرین‌تاب
مگس‌گیر زرین‌تاب یا مگس‌گیر زردفام (نام علمی: Myiophobus flavicans) گونه‌ای از پرندگان خانواده ژیان‌مرغ است. نام آن از یک رنگ مایل به زرد، زرد زرین (flavescent) گرفته شده است. در کلمبیا، اکوادور، پرو و ونزوئلا یافت می‌شود. زیستگاه طبیعی آن جنگل‌های کوهستانی مرطوب نیمه‌گرمسیری یا گرمسیری است.